# Dominique Motte
Dominique Motte (ur. 22 września 1939 w Bois-Guillaume, zm. 26 czerwca 2019 w Saint-Jean-le-Blanc) – francuski kolarz szosowy, złoty medalista mistrzostw świata.

## Kariera
Największy sukces w karierze osiągnął w 1963 roku, kiedy reprezentacja Francji w składzie: Michel Bechet, Dominique Motte, Marcel-Ernest Bidault i Georges Chappe zdobyła złoty medal w drużynowej jeździe na czas na mistrzostwach świata w Ronse. Był to jednak jedyny medal wywalczony przez niego na międzynarodowej imprezie tej rangi. W tej samej konkurencji Francuzi z nim w składzie zajęli też szóste miejsce na mistrzostwach świata w Salò. Nigdy nie wystąpił na igrzyskach olimpijskich.